# Anablepsoides peruanus
Anablepsoides peruanus är en fiskart som först beskrevs av Regan, 1903. Arten ingår i släktet Anablepsoides, och familjen Rivulidae. Inga underarter finns listade i Catalogue of Life.